# Adelmota di Bontraverso de Maltraversi
Adelmota da Carrara, nota anche come Adelmota Maltraversa (fl. XIV secolo), è stata una medica italiana originaria di Padova.

## Biografia
Figlia del Conte di Castelnuovo, sposò Giacomo, Principe di Carrara.
Poco si sa di Adelmota, a parte le note dello scrittore Joannes Rhodius (1587–1659), uno studioso danese che visse a Padova nel XVII secolo. Nel suo libro Scribonius Largus, Rhodius la descrisse come "una medica molto dotta" e particolarmente esperta come ostetrica.
Secondo Baudouin, Adelmota praticò la medicina tra il 1318 e il 1324.